# Партер
Партер је гимнастичка вежба која се ради на струњачама димензија 12 х 12 метара. Рад ове вежбе може бити испраћен музиком, али и не мора. Потребно је доста напорног вежбања, посвећености и истрајности како би се савладали покрети ове вежбе.
Гимнастички скокови и акробатске вештине које се изводе у великим амплитудама на известан начин показују грациозност и спремност вежбача.

## Мере заштите
- Током рада ове вежбе, гимнастичар треба да буде максимално сконцентрисан.
- Партер се може радити само на еластичној и меканој подлози или струњачи, како би се избегле повреде.
- Подлога на којој се ради партер не сме бити иритантна кожи гимнастичара.[1]

## Справа
Справа је настала као 'слободна вежба' за мушкарце, веома слична данашњој вежби на поду. Већина такмичарских гимнастичких подова су опружни подови. Они садрже опруге и/или комбинацију гумене пене и шперплоче које чине под поскакивим, омекшавају ударе при доскоку и омогућавају гимнастичару да добије висину приликом превртања. Подови имају јасно означене периметре који се називају разграничењем, што указује на подручје ван граница.

### Димензије
Мере справа објављује Међународна гимнастичка федерација (FIG) у брошури о нормама справа. Димензије су исте за мушке и женске такмичаре.
Уметничка гимнастика, акробатска гимнастика
- Област перформанси: 1200 центиметара (39 стопа) к 1200 центиметара (39 стопа) ± 3 центиметра (1,2 in)[5]
- Дијагонале: 1697 центиметара (55,68 стопа) ±5 центиметара (2,0 in)[5]
- Граница: 100 центиметара (3,3 стопе)[5]

Ритмичка гимнастика
- Област перформанси: 1300 центиметара (43 стопе) к 1300 центиметара (43 стопе) ± 3 центиметра (1,2 in)[5]
- Дијагонале: 1838 центиметара (60,30 стопа) ±5 центиметара (2,0 in)[5]
- Ивица: 50 центиметара (1.6 ft)[5]

## WAG бодовање и правила
Вежбе на поду трају до 90 секунди, а за овај догађај постоји један чувар времена. Рутина је унапред кореографисана, а састоји се од акробатских и плесних елемената. Овај догађај, пре свега, омогућава гимнастичару да изрази своју личност кроз свој плес и музички стил. Покрети који се кореографишу у рутини морају бити прецизни, синхронизовани са музиком и забавни.
На међународном елитном нивоу такмичења, састав рутине одлучују гимнастичари и њихови тренери. Многе гимназије и националне федерације ангажују посебне кореографе да осмисле рутине за своје гимнастичаре. Познати гимнастички кореографи су  између осталих Адријана Поп (Румунија, Француска, Кина), Доминик Зито (Сједињене Америчке Државе), и Геза Позар (Румунија, Сједињене Државе). Други се одлучују за интерну кореографију својих FX рутина. Неки гимнастичари усвајају нови FX сваке године; други држе исту рутину током неколико такмичарских сезона. Није неуобичајено да тренери мењају састав рутине између сусрета, посебно ако се користи дуже време. Неуобичајено је да гимнастичари користе више од једне различите FX рутине у истој сезони. Међутим, то није сасвим нечувено; на пример, на Летњим олимпијским играма 1996. у Атланти, рутина Рускиња Дина Кочеткова у финалу FX догађаја имала је потпуно другачију музику, кореографију и композицију од оне у њеним вишебојним вежбама.
Оцене се заснивају на тежини, вештини, демонстрацији потребних елемената и укупном квалитету перформанси. Резултат је подељен на два дела, Д-скор и Е-скор, који се сабирају да би се добио укупан резултат. Д-скор је бонус који се додаје укупном резултату за ниво тежине рутине. Д-скор се израчунава сабирањем вредности за 8 најтежих вештина, веза и композиционих захтева са следећим вредностима.
| Тежина | Вредност |
| ------ | -------- |
| A      | 0.1      |
| B      | 0.2      |
| C      | 0.3      |
| D      | 0.4      |
| E      | 0.5      |
| F      | 0.6      |
| G      | 0.7      |
| H      | 0.8      |
| I      | 0.9      |
| J      | 1.0      |

Е-скоре се заснива на извршењу, и почиње са вредношћу до 10,0; одбици се узимају за лошу форму и извођење, недостатак потребних елемената и падове. Од гимнастичара се очекује да користе целу површину пода за своју рутину и да се преврћу из једног угла струњаче у други. Кораци изван предвиђених периметара пода узрокују одбитке. Гимнастичари такође имају одбитак ако у музици има лирике.

## MAG бодовање и правила
Рутине мушких вежби на патеру не трају дуже од 70 секунди, а за овај догађај постоји један мерилац времена. Гласан бип ће се огласити како би се гимнастичари упозорили када им је остало 10 секунди у оквиру додељеног времена да заврше своју рутину пре него што добију казну за прекорачење дозвољеног времена. Рутине се обично састоје од акробатских елемената, комбинованих са другим елементима који показују снагу и флексибилност гимнастичара док користе целу површину пода.